# Westland Widgeon
Widgeon — Многоцелевой вертолёт.
Вертолёт создан компанией «Westland». Проект является модернизированной версией вертолёта Westland-Sikorsky WS-51 Dragonfly. Первый полёт совершил в 1955 году. Было построено 14 вариантов вертолёта.

## Тактико-технические характеристики
- Диаметр главного винта, м  	  14.99
- Диаметр хвостового винта, м 	  2.57
- Длина,м 	  12.44
- Высота ,м 	  4.04
- Масса, кг
  - пустого 	  1960
  - максимальная взлётная 	  2676
- Тип двигателя 	  1 ПД Alvis Leonides 521/2
- Мощность, кВт 	  1 х 388
- Максимальная скорость, км/ч 	  167
- Крейсерская скорость, км/ч 	  122
- Практическая дальность, км 	  500
- Скороподъёмность, м/мин 	  213
- Практический потолок, м 	  3190
- Экипаж, чел 	  1
- Полезная нагрузка: 	  четыре пассажира или двое носилок и сопровождающий